# Taira no Tadanori
Taira no Tadanori (平忠度, 1144-18 mars 1184) était un samouraï de la fin de l'époque Heian, frère du chef de clan Taira no Kiyomori et l'un des généraux Taira durant la guerre de Genpei contre le clan Minamoto. Il était également le père de Taira no Tadayuki.
Il est connu pour avoir pris part à la bataille de Fujigawa où il a affronté Minamoto no Yoshinaka, ainsi qu'à la bataille d'Ichi-no-Tani où il trouva la mort le 18 mars 1184.
Dans le domaine littéraire, il est connu pour avoir été un célèbre poète de waka, ayant été élève de Fujiwara no Toshinari. Ses poèmes furent introduits, bien qu'anonymement, dans les anthologies Senzai wakashū et Gyokuyō wakashū.